# Валиева, Нурания Валиевна
Нура́ния Вали́евна Вали́ева (28 мая 1927, Алашайка, Параньгинский район, Марийская автономная область, РСФСР, СССР — 13 ноября 1993, там же) — советский марийский животновод, герой труда. Свинарка колхоза им. В. И. Ленина Параньгинского района Марийской АССР (1965—1980). Кавалер ордена Ленина (1973). Депутат Верховного Совета Марийской АССР VI созыва  (1963—1967).

## Биография
Родилась 28 мая 1927 года в д. Алашайка ныне Параньгинского района Марий Эл. Получила начальное образование. 
В 1943 году стала разнорабочей, в 1965—1980 годах — свинарка колхоза имени В. И. Ленина Параньгинского района Марийской АССР. В 1976 году по итогам пятилетки получила 5 000 поросят, то есть по 1000 в год! Также была известна как опытная наставница молодёжи. 
За достижения в области животноводства награждена орденами Ленина,  Октябрьской Революции, «Знак Почёта» и медалями.
Избиралась депутатом Верховного Совета Марийской АССР VI созыва (1963—1967).
Ушла из жизни 13 ноября 1993 года в д. Алашайка Параньгинского района Марий Эл.

## Награды
- Орден Ленина (1973)[3][4][5]
- Орден Октябрьской Революции (1976)[3][4][5]
- Орден «Знак Почёта» (1966)[3][4][5]
- Медаль «За доблестный труд. В ознаменование 100-летия со дня рождения Владимира Ильича Ленина»

## Память
- В 1975 году известный татарский поэт Махмут Хусаин посвятил ей поэму «Нурания»[3][5].
- В декабре 2019 года в Параньгинском Доме ветеранов Марий Эл прошёл вечер, посвящённый уроженке д. Алашайка, прославленному животноводу Нурании Валиевой[2].